# Fetsund Station
Fetsund Station (Fetsund stasjon) er en jernbanestation, der ligger i byområdet Fetsund i Fet kommune på Kongsvingerbanen i Norge. Stationen betjenes af lokaltog mellem Asker og Kongsvinger. Desuden betjenes den af Ruters buslinje 875 mellem Trøgstad og Lillestrøm, der kun kører i myldretiden.
Stationen blev åbnet sammen med banen 3. oktober 1862. Den blev fjernstyret 21. maj 1966 og gjort ubemandet 1. juli 1985.
Stationsbygningen og pakhuset blev opført til åbningen i træ efter tegninger af Heinrich Ernst Schirmer og Wilhelm von Hanno. Stationsbygningen gør sig bemærket med en altan og et stort tagudhæng. Dertil kommer en række cirkler, et træk der går igen på en række af banens stationer, og som især Schirmer også brugte ved opførelsen af forskellige villaer. Pakhuset er forholdsvist enkelt med et udragende tag. Stationsbygning, pakhus og lager blev fredet i 1996.